# David von Schottland, Earl of Huntingdon

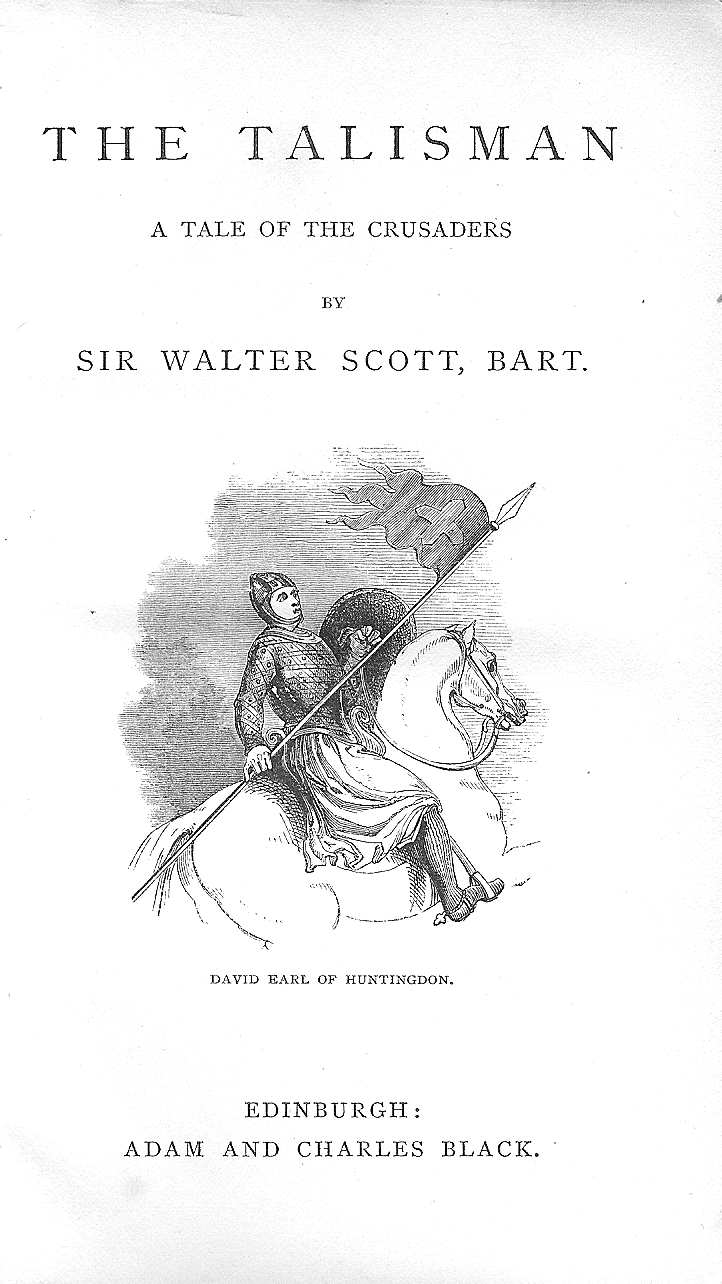
David von Schottland auf dem Frontispiz von Sir Walter Scotts Kreuzfahrerroman The Talisman (1832). In diesem Roman geht David mit Richard Löwenherz ins Heilige Land

David von Schottland, Earl of Huntingdon und Lord of Garioch (* 1152; † 17. Juni 1219 in Yardley) war ein anglo-schottischer Magnat. Als Besitzer von umfangreichen Ländereien sowohl in Schottland als auch in England diente er fast zwangsläufig sein Leben lang als Vermittler zwischen den beiden Königreichen. Er orientierte sich stark am anglonormannischen Lebensstil und durch seinen Einfluss entwickelte sich Schottland weiter von einem keltischen Königtum zu einem mittelalterlichen Königreich nach anglonormannischem Vorbild.

## Herkunft
David von Schottland entstammte dem schottischen Königshaus Dunkeld. Er war das jüngste Kind von Heinrich von Schottland, der bereits im Jahr seiner Geburt starb, und dessen Frau Ada de Warenne (um 1123–1178). Sein Vater war ein jüngerer Sohn des schottischen Königs David I., nach dem er benannt wurde. Sein ältester Bruder Malcolm IV. wurde 1153 schottischer König, ihm folgte 1165 sein Bruder Wilhelm I.

## Frühe Beziehungen zu England
Im Juli 1163 kam David als Geisel an den englischen Königshof. Nachdem sein Bruder Wilhelm 1165 schottischer König geworden war, durfte David als nächster potentieller Thronerbe nach Schottland zurückkehren. Seit dieser Zeit blieb er eng mit England verbunden. Am 31. Mai 1170 wurde er zusammen mit seinem Bruder König Wilhelm vom englischen König Heinrich II. in Windsor zum Ritter geschlagen. Am 15. Juni 1170 schwor er dem jungen Heinrich, dem Sohn Heinrichs II., einen Tag nach dessen Krönung die Treue.

## Unterstützung der Rebellion des jungen Heinrich
Offenbar widerstrebend folgte David seinem Bruder im April oder Mai 1174, um den jungen Heinrich bei dessen Rebellion gegen seinen Vater zu unterstützen. Bereits 1173 hatte Wilhelm seinem Bruder die ostenglische, doch in Besitz der schottischen Könige befindliche Honour of Huntingdon samt den Titel Earl of Huntingdon angeboten, die sie von ihrer Großmutter Ada de Warenne geerbt hatten. Anscheinend verlangte David dazu auch die schottische Honour of Lennox, ehe er in den Krieg gegen den englischen König zog. Von Huntingdon und Leicester aus unternahm er Überfälle in die Midlands, bis er Ende Juli 1174 von der Gefangennahme seines Bruders bei Alnwick erfuhr.
David war führend an den Verhandlungen beteiligt, die im Dezember 1174 zum Vertrag von Falaise führte, in dem Wilhelm für seine Freilassung die englische Oberhoheit über Schottland anerkennen musste. David musste dazu auf Huntingdon verzichten, das der englische König 1174 besetzt hatte. Zusammen mit Wilhelm reiste David im August 1175 nach York, wo Wilhelm öffentlich den englischen König als seinen Lehnsherrn anerkennen musste.

## Magnat im Dienst seines Bruders in Schottland
König Wilhelm blieb bis 1186 unverheiratet und wurde erst 1198 Vater eines Sohnes. Bis dahin war nach dem traditionellen schottischen Erbrecht David als jüngerer Bruder des Königs der potentielle Thronfolger. Obwohl Wilhelm seinen Bruder nie offiziell als Thronfolger benannt hatte, diente David häufig als erster weltlicher Zeuge von königlichen Urkunden und durfte auch gelegentlich seinen Bruder vertreten. Vor allem aber übergab ihm sein Bruder umfangreiche Besitzungen an den Randgebieten Schottlands, die so stärker unter die Kontrolle des Königs gebracht werden sollten. Wohl als Preis für die militärische Unterstützung von 1174 erhielt David das Earldom of Lennox. Dieses behielt er vermutlich bis 1185, ehe es an die angestammte Familie der Vorbesitzer zurückfiel. Nach einigen Angaben soll David das Earldom während einer Minderjährigkeit des Erben verwaltet haben, doch wahrscheinlicher ist, dass der vorherige Earl of Lennox seinen Titel verwirkt hatte. Vor 1182 hatte David dazu einen eindrucksvollen Besitz in Tayside und im mittleren Aberdeenshire erworben. Von dort und von Garioch versuchte er, die königliche Macht gegen Moray und Ross im Norden durchzusetzen. Nördlich des Gebirgszugs des Mounth konnte er dabei in den östlichen Grampians seine Macht ausbauen. Zur Sicherung seiner Herrschaft errichtete er in Dundee und in Inverurie, der Hauptstadt von Garioch, Burgen. 
Als einer der bedeutendsten schottischen Magnaten stärkte er die Macht seines Bruders. Nachdem er 1185 dazu auch zum englischen Magnaten aufgestiegen war, hatte er erheblichen Einfluss auf die englisch-schottischen Beziehungen. Nach ihm gelang es auch anderen schottischen oder englischen Adligen, Besitzungen jenseits der Grenze zu erwerben. Dies und das Vorbild Davids führten zu einer zunehmenden Verbreitung des anglonormannischen Lebensstils unter den schottischen Adligen. David verlor trotz seiner starken Bindung an England nie völlig das Vertrauen seines Bruders. Als Wilhelm, der bislang noch keinen männlichen Nachkommen hatte, 1195 seine älteste Tochter Margarete zur Thronerbin ernennen und sie mit dem deutschen Herzog Otto von Braunschweig verheiraten wollte, rief dies den Widerstand der schottischen Magnaten hervor, die weiter David als Thronerben wünschten. Wilhelm verzichtete daraufhin rasch auf diese Pläne, die damit auch die Freundschaft mit David nicht weiter belasteten. Als Wilhelm 1198 Vater eines Sohnes wurde, sanken Davids Thronfolgechancen, und sein Einfluss auf seinen Bruder sank in den nächsten Jahren. In Schottland war die Primogenitur in männlicher Erbfolge noch nicht geregelt war, und möglicherweise befürchtete Wilhelm, dass David im Fall seines Todes nicht das Thronfolgerecht seines jungen, noch minderjährigen Sohn anerkennen würde. Im Oktober 1201 ließ Wilhelm seinen dreijährigen Sohn von den Magnaten als Thronerben anerkennen. David war bei der Zeremonie nicht anwesend und huldigte erst 1205 seinem Neffen als Thronfolger. Dennoch blieb er ein wichtiges Mitglied der schottischen Regierung. Möglicherweise diente er im Februar 1206 während der Abwesenheit seines Bruders auch als Regent.

## Magnat in England

### Earl of Huntingdon
Trotz seines Erfolgs im Vertrag von Falaise 1174 strebte der englische König Heinrich II. keine vollständige englische Oberhoheit über Schottland an. Im März 1185 gab er sogar Huntingdon an König Wilhelm zurück. Mit Zustimmung von Heinrich II. übergab dieser Huntingdon sofort an seinen Bruder David und erhob ihn auch wieder zum Earl of Huntingdon. In der Folge versuchte David entschlossen, eine Fortführung des Konflikts zwischen Schottland und England zu verhindern. Dabei wurde er nicht nur von eigenen Interessen geleitet, sondern vor allem von seinen Erfahrungen von 1174 und 1175. Nach der damaligen schottischen Niederlage war er überzeugt, dass England Schottland militärisch überlegen war, weshalb Frieden mit England für Schottland überlebenswichtig war. Zahlreiche schottische Magnaten drängten dagegen auf einen erneuten Krieg mit England. Ironischerweise fürchtete die englische Regierung die kriegslüsternen Schotten, so dass David in der Gunst des englischen Königs an Bedeutung gewann.

### Unterstützer von Richard Löwenherz und Johann Ohneland
Nach dem Tod von Heinrich II. unterstützte David vorbehaltslos dessen Sohn Richard Löwenherz, den er bei Verhandlungen mit Schottland beriet. Als Folge davon entließ Richard am 5. Dezember 1189 den schottischen König Wilhelm gegen Zahlung von 10.000 Mark aus seinem Lehensverhältnis, die er für die Finanzierung des Dritten Kreuzzugs verwandte. Richard dankte David, indem er ihm die einträgliche Heirat mit Maud (auch Matilda) († 1233), der Schwester von Earl Ranulf of Chester gestattete. Möglicherweise nahm David unter Richard Löwenherz am Dritten Kreuzzug teil, was jedoch unwahrscheinlich ist. Im März 1194 unterstützte er jedoch die Belagerung von Nottingham Castle, das von Aufständischen gegen Richard gehalten wurde. Im Juli 1194 diente er Richard als Kommandant in der Normandie, ebenso 1197. David setzte sich weiter für den Frieden zwischen England und Schottland ein, auch als Wilhelm nach der Thronbesteigung von Johann Ohneland 1199 erneut die nordenglischen Grafschaften beanspruchte. David leitete die schottische Gesandtschaft, die schließlich Wilhelms Huldigung gegenüber Johann Ohneland aushandelte. Bis 1209 diente er regelmäßig als Gesandter, dazu unterstützte er den englischen König bis 1203 in dessen französischen Besitzungen in der Normandie, in Maine und im Anjou. Als es 1209 zu einer neuen Krise zwischen England und Schottland gekommen war, drängten David und andere schottische Magnaten Wilhelm, erneut mit Johann Ohneland zu verhandeln. Die harten Forderungen, die Johann Ohneland im Vertrag von Norham durchsetzte, beschädigten die Glaubwürdigkeit Davids und der anderen gemäßigten schottischen Magnaten, zügelten jedoch zunächst die schottische Aggression.

### Sinkende Bedeutung und Rolle im Krieg der Barone
Nachdem David nun als Vermittler gegenüber Schottland nicht mehr gebraucht wurde, wurde er Opfer von Johann Ohnelands Willkür und Habgier. Im August 1212 verdächtigte Johann David, dass er ihn zusammen mit anderen englischen Baronen ermorden wollte. Obwohl dieser Vorwurf unhaltbar war, musste David dennoch Fotheringhay Castle, seinen Hauptsitz in England, dem König übergeben. In den nächsten Jahren sank sein politischer Einfluss weiter, wozu auch sein Alter von über 60 Jahren und zunehmende Krankheiten beitrugen. Als sein Bruder Wilhelm im Dezember 1214 auf dem Sterbebett lag, kam David erst nach seinem Tod nach Schottland. Als er dann an der Krönung seines Neffen Alexander II. teilnahm, fiel seine Gebrechlichkeit auf. Bei der Beisetzung seines Bruders hatte er noch eine wichtige Rolle, doch seinem jungen Neffen diente er anscheinend nicht mehr als Ratgeber. Auch während der Spannungen zwischen Johann Ohneland und der englischen Adelsopposition, die zur Anerkennung der Magna Carta führten, spielte er anscheinend keine Rolle. Erst als es im Herbst 1215 zum offenen Ersten Krieg der Barone gegen den König kam und die Schotten unter Alexander II. im Oktober zur Unterstützung der Rebellen in Nordengland einfielen, unterstützte auch David die Rebellen. Daraufhin ließ Johann Ohneland seine Besitzungen von seinen Anhängern besetzen. Trotz der Besetzung mehrerer seiner Güter blieb Davids Unterstützung für die Rebellen während des gesamten Kriegs der Barone aber eher halbherzig. Die Richtigkeit seines Zögerns bestätigte sich, als sein Neffe Alexander militärisch scheiterte. Nach dem Ende des Kriegs der Barone unterwarf David sich im September 1217 dem neuen englischen König Heinrich III. und wurde am 13. März 1218 offiziell wieder in seinen Besitzungen eingesetzt. Dennoch behielt William Marshal der Jüngere weiterhin Fotheringhay Castle besetzt, während William de Forz die Güter von Nassington und Yarwell bei Rockingham in Northamptonshire trotz mehrerer Aufforderungen der Regierung nicht herausgab. David starb deshalb nach langer Krankheit nicht auf seinem Hauptsitz Fotheringhay, sondern auf seinem Gut Yardley in Northamptonshire. Erst nach seinem Tod gaben Marshal und Forz die Güter zurück.

## Familie und Nachkommen
Mit seiner Frau Maud, die David am 19. August 1190 geheiratet hatte, hatte er mindestens drei Söhne und vier Töchter, darunter:
- John of Scotland, Earl of Huntingdon (1206–1237)
- Margaret of Huntingdon († 1228) ⚭ Alan, Lord of Galloway
- Isabel († um 1251) ⚭ Robert de Brus, 4. Lord of Annandale († zwischen 1226 und 1233)
- Maud (auch Matilda) († 1219) ⚭ John of Monmouth († 1257)
- Ada († um 1241) ⚭ Henry Hastings († 1250)

Dazu hatte er mehrere uneheliche Söhne.

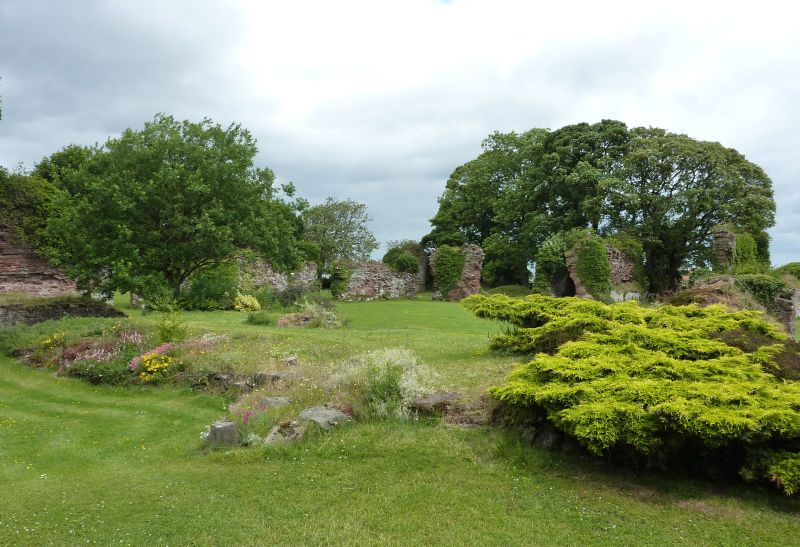
Nur noch wenige Ruinen sind von der von David gegründeten Lindores Abbey erhalten

David gründete um 1190 Lindores Abbey in Fife als Tochterkloster von Kelso Abbey. Sein Wunsch war lange, in Lindores bestattet zu werden, doch nach seinem Tod wurde er in Sawtry Abbey in Huntingdonshire beigesetzt. Seine Frau Maud überlebte ihn. Sie starb erst 1233, heiratete nach seinem Tod jedoch nicht erneut. Sein Erbe wurde sein einzig überlebender Sohn John the Scot, der jedoch 1237 kinderlos starb. Daneben hatte David mindestens vier uneheliche Kinder, darunter drei Söhne und eine Tochter. Nach dem Tod von John the Scot wurde das Erbe von David unter seinen Töchtern aufgeteilt.

## Nachwirkung
Auch wenn Davids Einfluss auf die schottische Politik nicht überschätzt werden darf, diente er zeitlebens als Vermittler und als Beispiel für einen Magnaten, der von seinen Besitzungen sowohl in Schottland als auch in England profitierte. Damit handelte er nicht uneigennützig, denn in seiner Position und seiner Stellung war ein gutes Verhältnis zwischen den jeweiligen Königen für ihn von Vorteil. Damit ebnete er den Weg für die häufig guten, wenn nicht sogar freundschaftlichen Beziehungen zwischen England und Schottland ab 1217, die bis 1296 anhielten.
Nach dem Aussterben der direkten Linie des schottischen Königshauses 1290 waren John Balliol, Robert V de Brus, Lord of Annandale und John Hastings, 1. Baron Hastings als Nachkommen von Davids Töchtern die wichtigsten Anwärter auf den schottischen Thron.